# Vladimir Medar
Vladimir Medar (* 1923 in Zagreb; † 17. Mai 1978 in Bela Crkva, Jugoslawien) war ein jugoslawischer Schauspieler, der als Nebendarsteller in über 50 zumeist internationalen Filmproduktionen mitwirkte.

## Leben
Vladimir Medar spielte nach einigen Produktionen in seiner Heimat die Hauptrolle des Taras Bulba in Ferdinando Baldis italienischem Abenteuerfilm Die Kosaken kommen (1963) und wichtige Nebenrollen in circa 50 Filmen. Er spielte auch unter den Namen Alex Medar, Vlado Medar und Medar Vladimir.
Am bekanntesten dürfte Vladimir Medar im deutschsprachigen Raum durch sein Mitwirken in den Winnetou-Filmen geworden sein, wo er mehrfach in Nebenrollen auftrat. Der graubärtige Mime mit der imposanten Figur stellte meist kauzige, gutmütige Charaktere dar, die das Geschehen durch humoristische Einlagen auflockerten – so als Saloonwirt in Der Schatz im Silbersee (1962), als Onkel Ben in Old Surehand 1. Teil (1965) oder als Caleb in Winnetou und sein Freund Old Firehand (1966). Eine Schurkengestalt spielte er einzig in Winnetou und Shatterhand im Tal der Toten (1968) in der Rolle des zwielichtigen Sheriffs. Darüber hinaus war er auch in den deutschen Filmen … und ewig knallen die Räuber (1962) als Kramer Krummhändl und Die Schlangengrube und das Pendel (1967) zu sehen.
Nach dem Ende der Karl-May-Welle trat Medar bis zu seinem Tod vor allem in jugoslawischen TV-Produktionen auf.

## Filmografie (Auswahl)
- 1960: Zajednički stan
- 1962: …und ewig knallen die Räuber
- 1962: Der Schatz im Silbersee
- 1963: Die Kosaken kommen (Le Fils de Tarass Boulba)
- 1964: Freddy und das Lied der Prärie
- 1964: Unter Geiern
- 1964: Keinen Cent für Ringos Kopf (Massacro al Grande Canyon)
- 1965: Die letzten Tage des sündigen Rom (L’incendio di Roma)
- 1965: Old Surehand 1. Teil
- 1966: Graf Bobby, der Schrecken des Wilden Westens
- 1966: Hermann der Cherusker (Il massacro della foresta nera)
- 1966: Winnetou und sein Freund Old Firehand
- 1967: Fast ein Held
- 1967: Die Schlangengrube und das Pendel
- 1968: Im Schloß der blutigen Begierde
- 1968: Mein Körper für ein Pokerspiel (The Belle Starr story)
- 1968: Schamlos
- 1968: Winnetou und Shatterhand im Tal der Toten
- 1973: Die blutigen Geier von Alaska